# Salechard
Salechard (ryska Салеха́рд) är huvudort för det autonoma okruget Jamalo-Nentsien, som ligger i Tiumen oblast i Ryssland. Folkmängden uppgick till 48 619 invånare i början av 2023.
Salechard ligger vid floden Ob och anses vara den enda staden i världen där polcirkeln går rakt genom tätbebyggelsen (den går 3 km norr om stadens mittpunkt). Det finns inga större vägar som når Salechard (det finns däremot vägförbindelser med orter i närregionen), men det finns en flygplats. Närmaste järnvägsstation ligger vid Salechard–Igarkabanan i Labytnangi, en stad ett par mil nordväst om Salechard, på andra sidan Ob. På vintern kan man korsa Ob med bil på isen, och på sommaren med båt.